# Гимназија
Гимназија је средња школа за опште образовање која припрема ученике за факултет. Назив потиче од античке грчке речи „γυμνάσιον” која представља физичко и интелектуално образовање младих. У немачком језику и у већем делу Европе је данашња реч „гимназија” задржала значење интелектуалног образовања а у енглеској речи „gym” је остало значење физичког.

## Историја
Прве средње школе су називане "Латинским", из њих су се затим развиле гимназије. Прву гимназију је основао Јохан Штурм 1538. године у граду Штразбургу. Од ње су проистекле познате класичне гимназије.
Почетком 18. века појавиле су се нове "реалне гимназије" зване "Реалка". У њима се више учила математика и друге природне науке а без латинског језика.
Код Срба је прву гимназију покушао да отвори патријарх Чарнојевић 1698. године, на додељеном имању код Сечуја. Прва кратка непотпуна средња школа звана "Славено-латинска школа" радила је између 1727-1730. године у Карловцима.

## Врсте гимназија
У Србији су постојале или постоје следећи типови гимназија:
- Класична гимназија (школа у којој се 2 године учио старогрчки језик и 4 године латински)
- Реална гимназија (старогрчки се није учио, латински две године са два смера: друштвени и природно-математички, са акцентом на друштвене или природне науке). Оваква гимназија се још називала и Реалка. Данас доминантни тип гимназије у Србији.
- Математичка (Физичка) гимназија - са акцентом на математици (физици)(за посебно талентоване за математику, физику)
- Гимназија где је доминирало учење страних језика (енглески, француски, шпански, кинески...). Данас, заједно са класичном гимназијом, најчешће чини један тип гимназије-Филолошку гимназију.

У Европи се на основу искустава из Индије и других бивших колонија, где се образовање изводило на страном језику дошло до закључака да ученици, који су осим саме наставе страног језика и неке или све предмете учили на страном језику, поседују изузетно квалитетно и употребљиво знање страног језика. Извођењем наставе на страном језику ученици добијају могућност да размишљају на страном језику и тиме је њихово знање практичније. Тренутно је у Европу у току процес ширења језичких гимназија у којима се на страном језику учи неки од нејезичких предмета. У Србији се кренуло са експерименталним разредима.

## Структура школе у Србији
У Републици Србији Гимназија је четворогодишња школа у коју се уписују ученици узраста 14-15 година, по завршетку основне школе. У првом разреду ученик бира смер (општи, друштвено-језички, природно-математички), од чега зависи избор и обим наставних предмета. Седмично, ученик има 30-ак часова, по 45 минута, од чега из једног предмета има око 2-4 часа. Дневно, ученик има до 7 часова у истој смени, јутарњој или поподневној.
Зависно од смера и разреда, предмети могу бити: српски језик и књижевност, први и други страни језик (енглески, немачки, француски, шпански или руски), латински језик, устав и права грађана, социологија, психологија, филозофија, логика, историја, географија, биологија, математика, физика, хемија, рачунарство и информатика, музичка култура, ликовна култура, физичко васпитање.
За сваки од предмета ученик добија оцену током целе године од 1 до 5, док се на крају полугодишта (почетак јануара и јуна) изводи закључна оцена. На крају школске године (почетак јуна) изводи се и закључна оцена предмета и разреда. Ученик прелази у виши разред уколико на крају школске године ни једна од закључних предметних оцена није недовољна (1). Средња вредност, аритметичка средина пролазних оцена 2-5 предмета је оцена успеха ученика.

## Државе са гимназијским системом образовања
- Албанија: 3 године, после 9 година основног образовања.
- Аргентина: 6 година, после 7 година основног образовања.
- Аустрија: 8 година, после 4 године основног образовања.
- Босна и Херцеговина: 4 године, после 9 година основног образовања.
- Бугарска: 5 година, после 7 година основног образовања.
- Грчка: 3 године, после 6 година основног образовања.
- Естонија: 3 године, после 9 година основног образовања.
- Кипар: 3 године, после 6 година основног образовања.
- Летонија: 3 године, после 9 година основног образовања.
- Литванија: 4 године, после 4 године основног и 4 године средњег образовања.
- Луксембург: 7 година, после 6 година основног образовања.
- Мађарска: 4/6/8 година, после 8/6/4 година основног образовања.
- Македонија: 4 године, после 9 година основног образовања.
- Немачка: 8 година, после 4 године основног образовања.
- Пољска: 3 године, после 9 година основног образовања.
- Румунија: 4 године.
- Русија: 6-7 година.
- Словачка: 4 године, после 8 година основног образовања.
- Словенија: 4 године, после 9 година основног образовања.
- Србија: 4 године, после 8 година основног образовања.
- Финска: 2,5–4 године после 9 година основног образовања.
- Холандија: 6 година, после 8 година основног образовања.
- Хрватска: 4 године, после 8 година основног образовања.
- Црна Гора: 4 године, после 9 година основног образовања.
- Швајцарска: 6/4 године, после 6 година основног или 6 + 2 године основног и средњег образовања.
- Шведска: 3 године, после 9 година основног образовања.